# Бека Адамашвили
Бека Адамашвили (на грузински: ბექა ადამაშვილი) е грузински журналист, блогър и писател на произведения в жанра хумор, сатира и фентъзи.

## Биография и творчество
Бека Адамашвили е роден през 1990 г. в Тбилиси, Грузия. След завършване на гимназията следва журналистика и социални науки във Факултета по медии и социални науки на Кавказкия университет. След дипломирането си работи като като сценарист на политическото сатирично предаване „Ежедневни хапчета от Васико Одишвили“, и рекламен копирайтър и креативен директор на рекламната агенция „Leavingstone“.
В периода 2009 – 2013 г. постоянно публикува сатирично-хумористични статии в своя блог (www.doin.ge) за живота и социалните проблеми. Публикациите му са особено популярни сред младите хора. Като блогър печели много състезания.
Ранните му разкази са публикувани от 2009 г. в различни периодични издания и вестници. Една от историите, наречена „Дъждовна капка“, е включена в учебник по химия.
През 2013 г. участва в литературния конкурс „Есенна легенда“, където разказът му „XXVIII: Точка“ печели първа награда за дебют. Разказите му са публикувани в литературни списания, включително в „Цискари“ и „Анеули“.
Първият му роман „Бестселър“ е издаден през 2014 г. Действието в произведението се развива в литературен ад – място, където писателите страдат точно толкова, колкото книгите им измъчват читателите. Главният герой, 33-годишния писател Пиер Сонаж, всячески се опитва да стане популярен и се самоубива скачайки от най-високата сграда в света – Бурж Халифа. Попадайки в този ад, се среща е едни от най-известните писатели – Данте Алигиери, Артър Конан Дойл, Хърбърт Уелс, Джеймс Джойс, Джон Милтън, Самюел Бекет, Джордж Оруел, Антоан дьо Сент-Екзюпери, Агата Кристи, Джеръм Селинджър и Едгар Алън По, в среда пронизана от литературна атмосфера. Авторът с хумор описва жанра на романа като „сатира-пародия-детектив-фантазия-комедия-приключение-и-какво-пропуснахме“. Книгата е сатира за литературните клишета и става местен бестселър. Номинирана е за грузинските литературни награди „Саба“ и „Цинандали“. Получава специална награда на литературната награда „Илиауни“.
През 2018 г. е издаден романът му „В тази книга всички умират“. Главният герой, г-н Мементо мори, един ден осъзнава, че е надарен със свръхсилата да пътува по книгите и решава да нанесе удар срещу злите писатели, които осъждат героите си на смърт. Той спасява Ромео и Жулиета, героите на Вълшебната планина, но и убива професор Мориарти при водопада Райхенбах. С течение на времето жанровете варират, но г-н Мори го знае и избира посоката, в която героите имат по-голям шанс да оцелеят. Книгата получава наградата за литература на Европейския съюз за Грузия за 2019 г.
Според критиката Адамашвили е един от най-креативно настроените писатели на съвременната грузинска литература.
Бека Адамашвили живее със семейството си в Тбилиси.

## Произведения
Самостоятелни романи
- ბესტსელერი (2014)
Бестселър, изд. „Парадокс“ (2022), ISBN 978-954-553-440-9; превод от немски на Алеко Дянков
- ამ რომანში ყველა კვდება (2018) – награда за литература на Европейския съюз
В тази книга всички умират, изд. „Парадокс“ (2022), ISBN 978-954-553-390-7; превод от немски на Алеко Дянков